# Ornithospila esmeralda

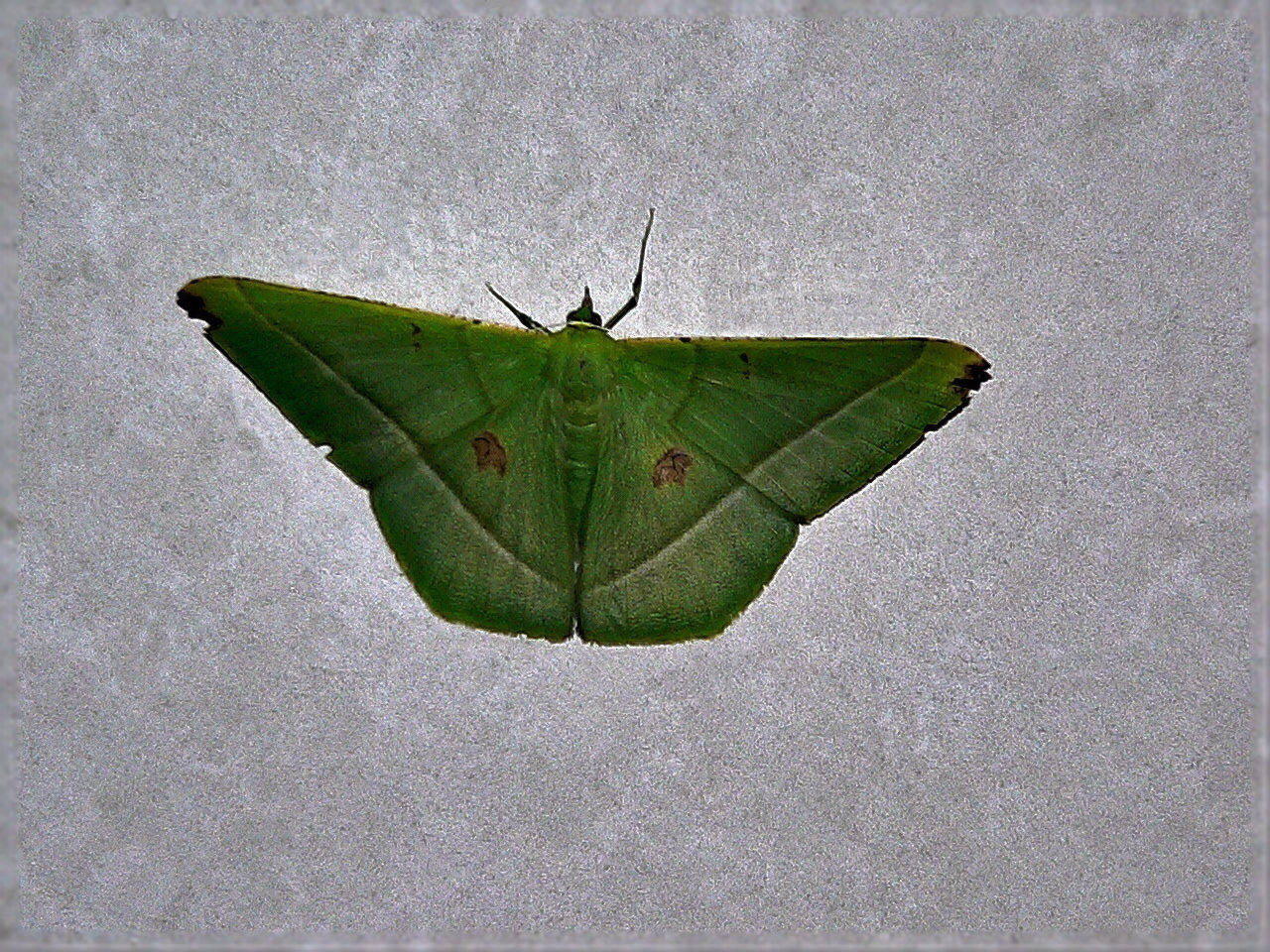
Geometridmal

Ornithospila esmeralda är en fjärilsart som beskrevs av George Francis Hampson 1895. Ornithospila esmeralda ingår i släktet Ornithospila och familjen mätare. Inga underarter finns listade i Catalogue of Life.